# Acasta River
Der Acasta River ist ein Fluss in den Nordwest-Territorien Kanadas.
Der Acasta River ist ein Zufluss des Wopmay River im Einzugsgebiet des Camsell River. Er fließt vom Acasta Lake in südlicher Richtung, umfließt den Exmouth Lake östlich und südlich. Im Unterlauf fließt er nach Westen und mündet schließlich in den Little Crapeau Lake. Der Acasta River hat eine Länge von etwa 100 km. Er entwässert ein Areal von 2280 km². Der mittlere Abfluss beträgt 12 m³/s.
Die hier vorkommenden Acasta-Gneise wurden nach dem Fluss benannt. Dessen Name erinnert an die Acasta, einen Zerstörer der Royal Navy, der 1940 von den deutschen Schlachtschiffen Scharnhorst und Gneisenau versenkt wurde.